# CSIRAC
CSIRAC（サイラック、Council for Scientific and Industrial Research Automatic Computer）は、オーストラリアで最初に開発されたデジタルコンピュータで、世界的にも4台目のプログラム内蔵方式のコンピュータである。当初は CSIR Mk 1 と呼ばれていた。今もそのまま保存されており、現存する最古の第一世代の電子計算機である。また、史上初めてデジタル音楽を奏でたコンピュータでもある。

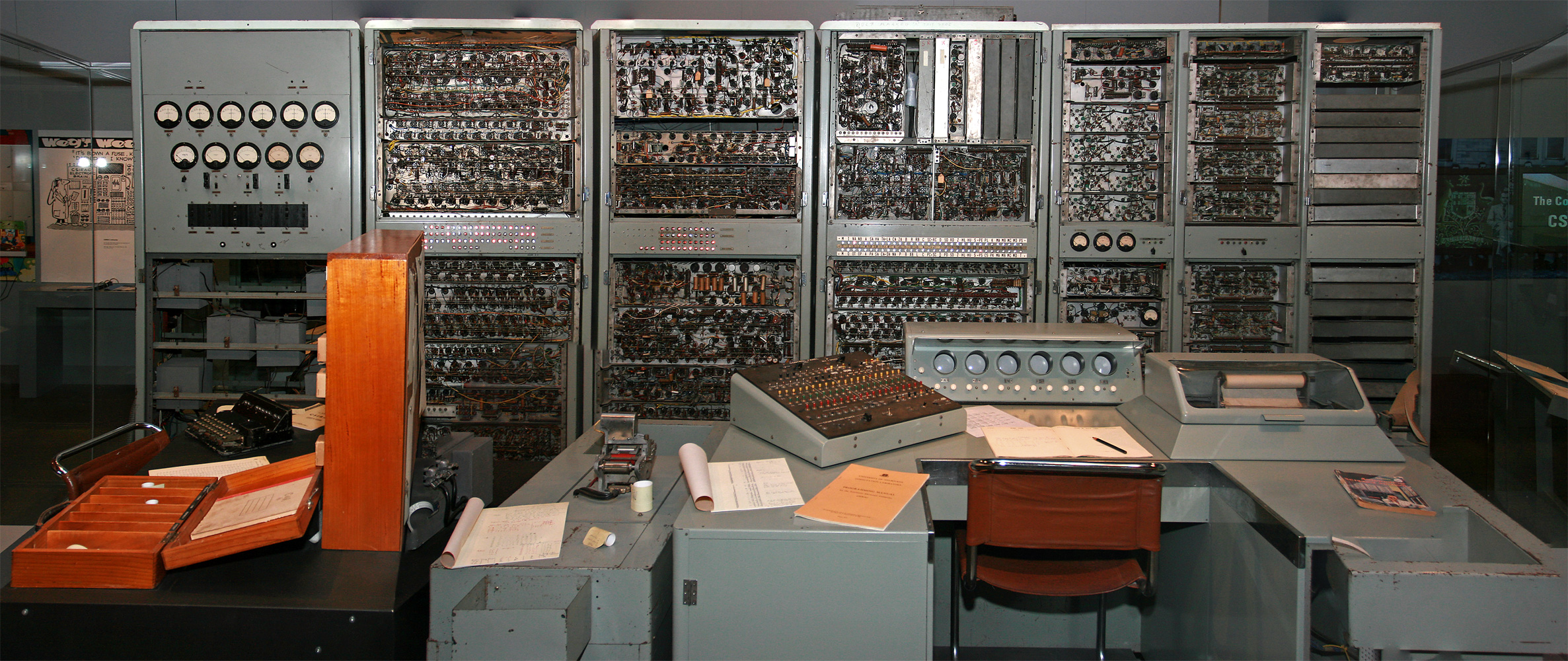
CSIRAC（メルボルン博物館）

## 歴史
CISRACは、オーストラリア連邦科学産業研究機構 (CSIRO) のトレバー・ピアシーとマストン・ベアードが率いるチームが製作したもので、当時ヨーロッパやアメリカ合衆国で行われていたのとは独立に似たようなことをしていた。テストプログラムが最初に動作したのは1949年11月のことである。1950年か51年、CSIRACで音楽が演奏されており、世界初のデジタルコンピュータによる音楽と言われている。この音楽は録音されていなかったが、後にかなり正確に再現されている。1955年、オーストラリア連邦科学産業研究機構 (CSIRO) はコンピュータ開発が同機構の目的外だと判断し、CSIROの施設であるシドニーの電波物理学研究所にあったものをメルボルン大学へ移管した。1956年までオーストラリア唯一のコンピュータだった。
1964年、退役となった。その当時既にCSIRACの歴史的重要性が認識されており、後に博物館で展示する目的で保管されることになった。1960年代から1970年代を通して倉庫に保管されていたが、1980年から1992年までコールフィールド工科大学（現モナシュ大学コールフィールド・キャンパス）で展示された。その後、また倉庫に戻されている。
1990年代にCSIRACへの関心が再燃したが、当時既に開発関係者の多くが亡くなっており、貴重な歴史が失われつつあった。1996年、CSIRACについての会議が開催された。2000年、メルボルン博物館に常設展示されることが決まった。退役後は実動できない状態になっているが、CSIRAC上で動作したプログラムの多くが保存されており、それらを動作させるためのエミュレータも書かれている。キュレーターは修理して動作させることはしないと決めている。修理して安全に運用できるようにするのに膨大なコストがかかるということもあるが（運用するとなると30kWを消費する）、無数の部品を交換することで歴史的価値がなくなると考えたためである。
CSIRACはビクトリア州遺産 (Victorian Heritage Register) に登録されており、Heritage Overlay によって保護されている。

## 詳細

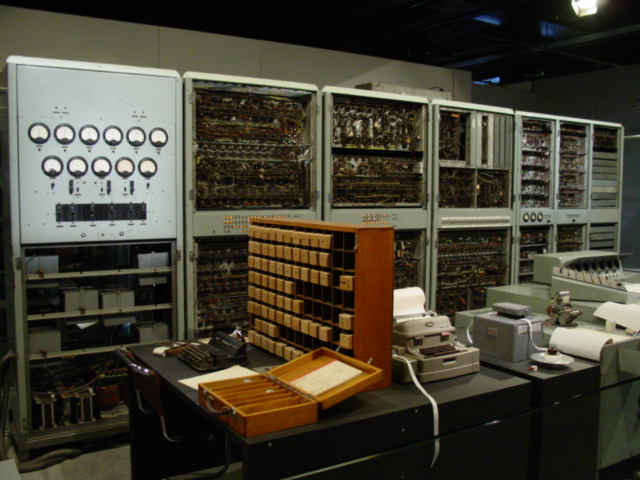
CSIRAC

第一世代の真空管を使ったコンピュータの典型である。主記憶装置として水銀遅延線を使い、20ビットを1ワードとして768ワードを格納する（後に倍増）。補助記憶装置として1024ワードの並列ディスク型記憶装置を備え、アクセス時間は10ミリ秒である。メモリのクロック周波数は1000Hzで、制御装置はそのクロックに同期し、2サイクルで1命令を実行する（後に1サイクル1命令に強化された）。バスはシリアル方式で、1ビットずつ転送する（当時はこれを "digit trunk" と呼んだ）。命令セットは最小限のものだが、基本的な算術命令や論理命令は揃っており、条件分岐命令や相対ジャンプ命令もある（そのため、ライブラリやサブルーチンも書ける）。
入力は、パンチカードを試したが満足のいく結果が得られず、さん孔紙テープを使用した。制御卓から一度に1つのプログラムを実行するよう操作する。また、制御卓にはレジスタの内容を表示するブラウン管がある。出力は一般的なテレタイプ端末または紙テープさん孔機である。
オペレーティングシステムは存在しない。1960年、ジェフ・ヒルが INTERPROGRAM という高水準プログラミング言語を開発した。これは初期のBASICとよく似た言語だが、BASICは1963年に GE-200シリーズ向けに設計された言語である。
CSIRACは約2000本の真空管を使っており、その大部分は 6SN7、6V6、EA50 二極管、KT66といった真空管で構成されている。後に補助記憶装置の入出力部にゲルマニウムトランジスタを使った電子回路を組み込んでいる。